# 1,1,1,2-テトラフルオロエタン
1,1,1,2-テトラフルオロエタン（ノルフルラン（英語: Norflurane, INN）、R-134a、HFA-134a、フレオン134a（Freon-134a） 、Fron-134a、ジェネトロン134a 、フロラソル134a 、スバ134a 、またはHFC-134aとも呼ばれる）は、ハイドロフルオロカーボン（HFC）であり、ハロアルカン。 R-12 （ジクロロジフルオロメタン）に似た熱力学的特性を備えた冷媒で、オゾン層破壊の可能性はわずかであり、地球温暖化係数はかなり低い（R-12のGWP 10,900と比較して1,430）。 構造式はCH2FCF3で、大気圧における 沸点は-26.3°C（-15.34°F）。 R-134a容器の色は明るい青（light blue)。HFO-1234yfなど、地球温暖化係数の低い物質を含む冷媒としての使用を段階的に廃止する試みが進行中である。

## 用途

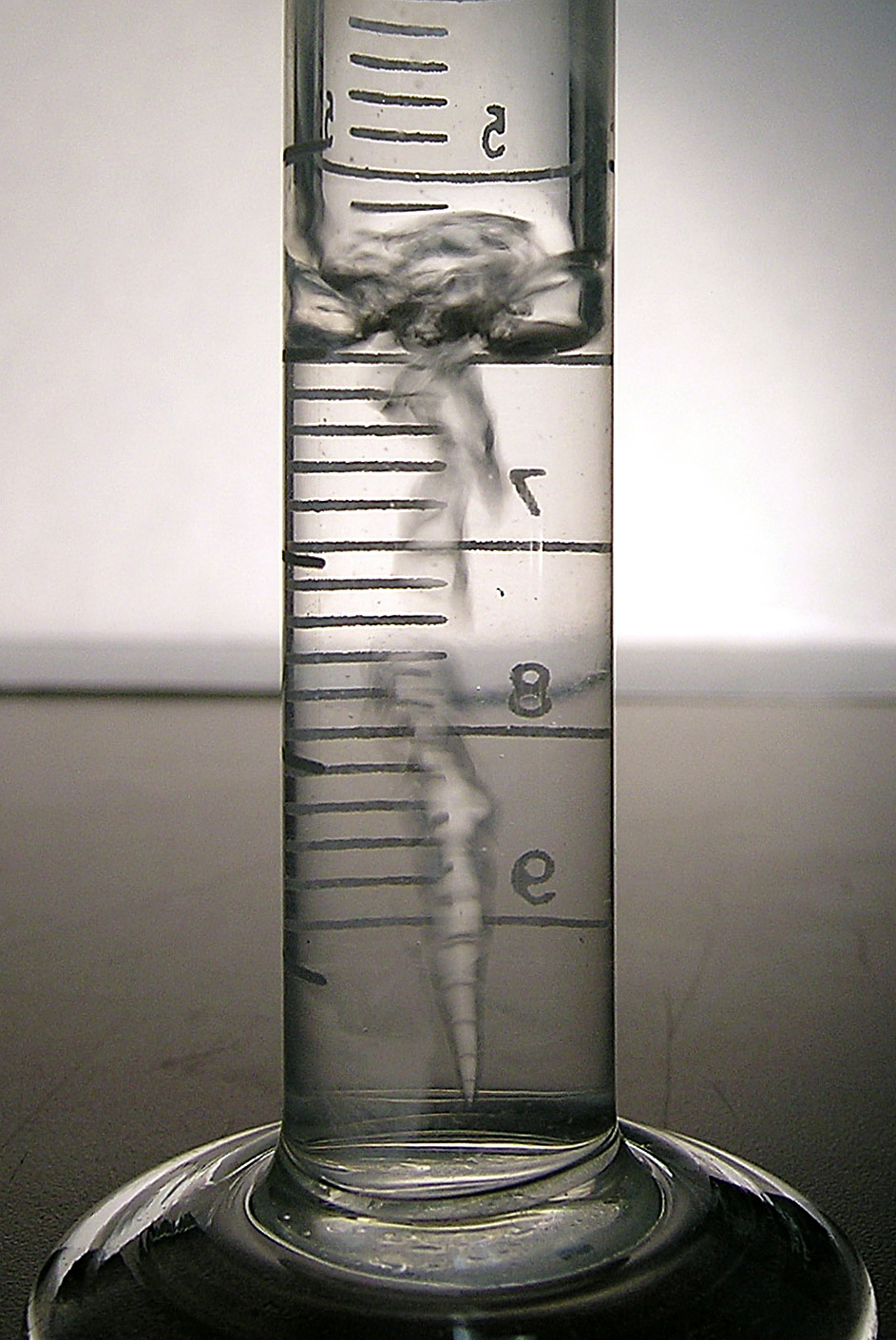
テトラフルオロエタンは、エアダスター缶の中で圧縮されていて、室温で大気圧にさらされると沸騰する透明な液体であり（写真）、使用中に単に反転させるだけで一般的なエアダスター缶から抽出できる。

1,1,1,2-テトラフルオロエタンは、主に家庭用冷凍および自動車用エアコンの 「高温」冷媒として使用される不燃性ガス。 1990年代初頭に、より環境に有害なR-12の代替品（代替フロン）として1,1,1,2-テトラフルオロエタンの使用を開始し、元々R-12を装備していたユニットを変換するための改造キットが利用できる。他の用途には、洗浄溶媒としての発泡プラスチックの発泡、気管支拡張剤など医薬品のDDS噴射剤、ワインのコルク除去剤、エアダスター、 圧縮空気から水分を除去するための空気乾燥機、などがある。1,1,1,2-テトラフルオロエタンは、オーバークロックの試みでコンピューターの冷却にも使用されている。配管パイプ凍結キットで使われる冷媒でもある。また、エアソフトガンの噴射剤として一般的に使用されている。ガスは、多くの場合、シリコーンベースの潤滑剤と混合されている。 
1,1,1,2-テトラフルオロエタンは、他の有機溶媒や超臨界二酸化炭素（supercritical carbon dioxide）に代わる可能性として、香料や香水の抽出に適した有機溶媒としても検討されている 。また、液体および超臨界流体の両方で、有機溶媒としても使用できる。大型ハドロン衝突型加速器の抵抗板チャンバー粒子検出器で使用される  。また、他の種類の粒子検出器、たとえば極低温粒子検出器にも使用される 。シールドガスとしてマグネシウム製錬における六フッ化硫黄の代替として使用することができる。 
1,1,1,2-テトラフルオロエタンは、誘電性ガスとしての六フッ化硫黄の代替としても検討されている。アーク消弧特性は劣るが、誘電特性はかなり良好。

## 気候変動に関する考慮事項
近年、1,1,1,2-テトラフルオロエタンは、 気候変動への寄与により使用制限の対象となっている 。地球温暖化係数は1300 。 
自動車技術者協会（SAE）は、1,1,1,2-テトラフルオロエタンを、自動車の空調システム（カーエアコン）で新しいフッ素化学冷媒HFO-1234yf（CF3CF=CH2、2,3,3,3-テトラフルオロプロペン）に置き換えるのが最適であると提唱している。カリフォルニア州では、エアコンの非専門的な充填を避けるために、缶入りの1,1,1,2-テトラフルオロエタンの個人への販売を禁止する場合もある 。1994年10月以来、ATCP 136の下でウィスコンシン州では禁止され、15 lbs未満のコンテナサイズの販売は禁止されていた。ただし、この制限は、化学物質が冷媒になることを意図した場合にのみ適用されていて、2012年に禁止自体が解除された。販売禁止が有効だった間も、このウィスコンシン特有の禁止は抜け道があった。たとえば、化学物質が冷媒になることを意図していないため、化学物質を任意の量でエアダスター容器を購入することは合法だった うえに、HFC-134aは § 7671a リストのクラスIおよびクラスII物質に含まれていない。 

## 歴史
1,1,1,2-テトラフルオロエタンは、1990年代初頭に、オゾン層破壊特性を持つジクロロジフルオロメタン（R-12）の代替品として初めて登場した 。1,1,1,2-テトラフルオロエタンは、オゾン層破壊への影響と地球温暖化の原因として大気モデル化されている。過去10年間の1,1,1,2-テトラフルオロエタンの濃度は、2001年から2004年の間に大気中濃度の倍増を明らかにした最近の研究で、地球の大気中に大幅に増加していることを示唆している 。オゾン層を破壊するポテンシャルはわずかで、 地球温暖化係数（100年GWP = 1430） で、酸性化（酸性雨）の可能性は無視できる。GWPが高いため、1,1,1,2-テトラフルオロエタンはEUでの使用が禁止されており、2011年に自動車用途から始まり、2017年までに完全に廃止された 。 

## 製造
テトラフルオロエタンは、通常、トリクロロエチレンとフッ化水素を反応させることで製造される ： 
CHCl = CCl2 + 4 HF→CH2FCF3 + 3 HCl

## 安全性
1,1,1,2-テトラフルオロエタンの空気との混合ガスは、大気圧および100℃（212 °F）までの温度で可燃性ではない。ただし、高圧および/または高温で高濃度の空気を含む混合物は点火できる。 1,1,1,2-テトラフルオロエタンと炎または250°C（482   °F）を超える高温表面との接触は、蒸気の分解と、フッ化水素やフッ化カルボニルなどの有毒ガスの放出を引き起こす可能性がありる 。1,1,1,2-テトラフルオロエタン自体のLD50はラットで1,500 g / m3であり、吸入剤の乱用に固有の危険は別として、比較的無毒である。気体の形態は空気よりも密度が高く、肺の空気を置換する。 過度に吸入すると窒息する可能性があり 、乱用によるほとんどの死の原因となる。 
1,1,1,2-テトラフルオロエタンを含むエアゾール缶は、逆さにすると効果的な凍結スプレーになる。圧力がかかると、1,1,1,2-テトラフルオロエタンは圧縮されて液体になり、気化すると大量の熱エネルギーを吸収する。その結果、蒸発すると接触する物体の温度が大幅に低下する。これにより、皮膚に接触すると凍傷が生じたり、眼に接触したときに失明することがある。 

## 医療用
医療用途では、1,1,1,2-テトラフルオロエタンの一般名はノルフルランである。一部の定量吸入器の噴射剤として使用される 。この使用は安全であると考えられている。ペンタフルオロプロパン（pentafluoropropane）と組み合わせて、癤掻把前の局所冷却材スプレーとして用いられる。また、吸入麻酔薬としての利用可能性が研究されているが、吸入で使用される用量では非麻酔薬である 。 